# Gruta de Santa Catarina
A Gruta de Santa Catarina é uma gruta portuguesa localizada na freguesia do Cabo da Praia, concelho da Praia da Vitória, ilha Terceira, arquipélago dos Açores.
Esta cavidade apresenta uma geomorfologia de origem vulcânica em forma de tubo de lava localizado em encosta. Apresenta um comprimento de 28 m.